# Schöpfwerk Straubing
Das Schöpfwerk Straubing ist ein unter Denkmalschutz stehendes Bauwerk für den Hochwasserschutz an der Donau in der Stadt Straubing.
Das Schöpfwerk liegt am nördlichen Rand der Neustadt am rechten Ufer des Donau-Südarms. Es wurde 1940 errichtet, um die Binnenentwässerung des Deichhinterlandes im Hochwasserfall sicherzustellen. Der Abfluss des angebundenen Vorfluters Moosgraben wird bei niedrigen und mittleren Wasserspiegeln über ein Siel östlich des Schöpfwerkgebäudes als Freispiegeldurchlass in die Donau weitergeleitet. Bei Hochwasser wird das Siel durch Schieber geschlossen und bis zu drei Pumpen fördern das Wasser über zwei Druckschächte in die Donau. Der zulässige Binnenwasserspiegel liegt hier bei 315,3 m ü. NN und damit 103 Zentimeter über Mittelwasser der Donau an dieser Stelle. Für HW100 wird der Stand der Donau mit 319,72 m ü. NN angenommen.

## Architektur und Geschichte
Das zweigeschossige Massivgebäude hat eine Grundfläche von etwa 200 Quadratmetern bei einem gestreckten Rechteckgrundriss. Das Erdgeschoss bildet die Betriebsebene mit drei Pumpenkammern, Mittelspannungsschaltanlage und Transformatoren. Das Walmdach ist mit Biberschwänzen gedeckt und durch Schleppgauben belichtet.

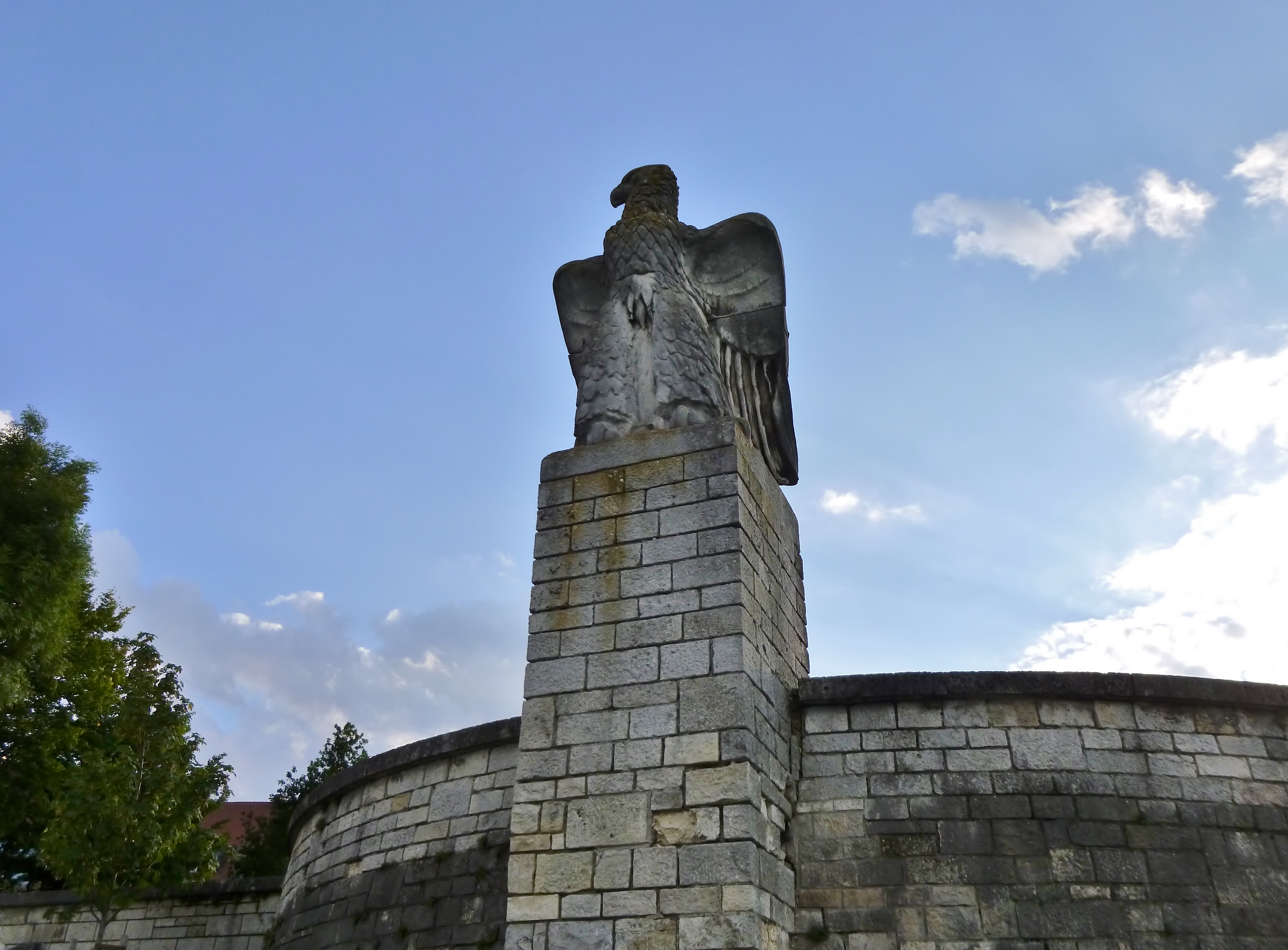
Bastion des Schöpfwerks

Der Mahlbusen stammt aus der Bauzeit. Die drei Pumpen aus der Bauzeit wurden 1980 erneuert. Aktuell beträgt der Gesamtförderstrom der drei Pumpen 4,2 m³/s bei einer elektrischen Gesamtleistung von 305 kW. Der Gesamtförderstrom soll durch hydraulische Veränderungen und Austausch der Pumpen auf 5,8 m³/s erhöht werden. Die maximale Förderhöhe beträgt dann 4,72 Meter, die Gesamtpumpenleistung wird auf 520 kW erhöht. Das als Baudenkmal geschützte bestehende Gebäude bleibt dabei weitgehend unverändert.